# Christian Isaiah
Christian Isaiah, född 15 december 2007 i Virginia Beach, USA, är en amerikansk skådespelare.

## Filmografi i urval
| År   | Titel                              | Noter               |
| ---- | ---------------------------------- | ------------------- |
| 2014 | Jimmy Kimmel Live!                 | Gästroll i TV-serie |
| 2015 | Reel Kids                          | TV-serie            |
| 2015 | Married                            | TV-serie            |
| 2016 | The Hit: Episode 5 King Is My Hero | Gästroll i TV-serie |
| 2016 | Teachers                           | TV-serie            |
| 2017 | Shameless                          | TV-serie            |
| 2018 | Dead Women Walking                 |                     |
| 2018 | Unsolved                           | TV-serie            |
| 2019 | Induced Effect                     |                     |
| 2019 | 21 Bridges                         |                     |